# Arsène Tchakarian

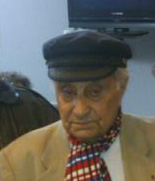
Arsène Tchakarian (2013)

Arsène Tchakarian (armenisch Արսեն Չաքարյան Arsen Tschakarjan; * 21. Dezember 1916 in Sapanca, Osmanisches Reich; † 4. August 2018) war ein Mitglied der französischen Résistance armenischer Herkunft. Er war das letzte lebende Mitglied der Widerstandsgruppe Manouchian (auch genannt groupe de l’Affiche rouge).

## Biographie

### Frühes Leben
Tchakarian wurde in der Türkei in eine armenische Familie geboren, die vor den Verfolgungen durch türkische Nationalisten im Zuge des Völkermordes erst nach Bulgarien, wo Arsène Tchakarian zur Schule ging, und 1930 nach Frankreich floh. In Paris machte er dann eine Schneiderlehre.

### Résistance
Nach seiner Teilnahme an Demonstrationen der Front populaire (Volksfront) schloss er sich der Confédération générale du travail (CGT) (Allgemeiner Gewerkschaftsbund) an, wo er Missak Manouchian kennenlernte. Er diente in der französischen Armee, die 1940 im Zusammenhang mit dem Waffenstillstand teilweise demobilisiert wurde. Nach seiner Entlassung aus der Armee schloss er sich dem französischen Widerstand gegen die deutsche Besatzungsmacht an. Tchakarian wurde dort Mitglied der Francs-tireurs et partisans – Main-d’œuvre immigrée, in der von Missak Manouchian geleiteten Pariser Gruppe.
Neue „Rekruten“ der FTP mussten anfangs unter Anleitung und Aufsicht eine Bewährungsaktion vollbringen. Tchakarians Probeaktion war die Teilnahme an einem Angriff auf ca. 20 deutsche Feldgendarmen, der erfolgreich verlief. Er beteiligte sich an der Verteilung von Flugblättern, an militärischen Aktionen und Sabotageakten. Nach der Verhaftung Manouchians schloss er sich dem Maquis des Départements Loiret an und nahm an der Befreiung von Montargis teil.

### Nach dem Zweiten Weltkrieg
Nach der Befreiung Frankreichs half Tchakarian ehrenamtlich dabei, exhumierte tote Résistance-Kameraden zu identifizieren. Nach 1950 wurde er vom Verteidigungsminister zum Historiker ernannt, Mitglied der Commission des fusillés du Mont-Valérien (Kommission der am Mont Valérien Erschossenen) und vom französischen Verteidigungsministerium mit der Erforschung der damaligen Ereignisse beauftragt. Diejenigen, die am Mont Valérien erschossen wurden, waren seine ehemaligen Kameraden aus der Gruppe Manouchian gewesen.

## Publikationen
- Les Francs-tireurs de l’affiche rouge. Les Éditions sociales, Paris 1986, ISBN 2-209-05794-9.
- Les Fusillés du Mont-Valérien. Comité national du souvenir des fusillés du Mont Valérien, Nanterre 1991.
- Les Commandos de l’Affiche Rouge. mit Hélène Kosséian-Bairamian, Éditions du Rocher, Paris 2012, ISBN 978-2-268-07406-1.